# Bo Nordbäck
Bo Erik Bernhard Nordbäck, född 22 augusti 1906 i Långshyttan i Husby församling i Kopparbergs län, död 22 mars 1991 i Allerums församling i Helsingborgs kommun, var en svensk teckningslärare och målare.
Han var son till apotekaren Erik G Nordbäck och Sigrid Andersson samt från 1935 gift med tandsköterskan Kerstin Hansson och far till Tomas Nordbäck. Han utbildade sig till teckningslärare vid Högre konstindustriella skolan med avgångsexamen 1931 därefter följde ett flertal studieresor till mellaneuropa och upprepade gånger till Danmark. Han medverkade i samlingsutställningar arrangerade av Helsingborgs konstförening på Vikingsbergs konstmuseum och var representerad i Nyårssalongen som visades i Helsingborg 1945. Han anställdes som teckningslärare vid gossläroverket i Helsingborg 1933 och arbetade för att öka konstintresset bland eleverna och var en av initiativtagarna till bildandet av skolkonstföreningen på skolan som under 1950-talet var landets största skolkonstförening. Föreningen bjöd in konstnärer från olika delar av landet och genomförde utställningar med representativ konst från olika provinser i Sverige. Hans konst består av stilleben och landskapsskildringar utförda i gouache eller akvarell.